# XO 소스
XO 소스(영어: XO sauce 엑스오 소스[*], 광둥어: XO醬, 월병: XO zoeng3 엑스오정[*], 중국어 간체자: XO酱, 병음: XO jiàng 엑스오장[*])는 홍콩에서 유래한 매운 해산물 소스다. XO 소스는 광둥성을 비롯한 중국 남부에서 주로 널리 쓰이는 재료다.

## 역사
광둥 요리 중 하나로 1980년대 홍콩에서 개발된 XO 소스는  말려서 거칠게 다진 해산물 (가리비 등)과 말린 생선, 말린 새우에 고추, 양파, 마늘과 함께 조리하여 만든다. 이렇게 만들어진 해산물 소스는 푸젠성의 사차 소스와 비슷해 보인다. XO 소스을 처음 고안해낸 곳으로는 홍콩 페닌슐라 호텔의 중식 레스토랑인 스프링 문이 자주 거론되나, 일각에서는 가우룽 도심지역에서 소스가 기원했다고 주장하기도 한다.

## 이름
'XO 소스'라는 이름은 홍콩에서 인기가 많고, 많은 사람들에게 우아한 주류품 중 하나로 여겨지는 서양 술인 파인 XO (엑스트라 올드) 코냑에서 유래했다. 이와 더불어 'XO'라는 말은 홍콩 대중문화에서 고급스럽고 이름나며 우아한 것을 나타내는 데 자주 쓰인다. 사실 XO 소스는 프랑스 술과 유사한 배색의 병에 담겨져 같은 취급으로 시중에 판매된다.

## 재료

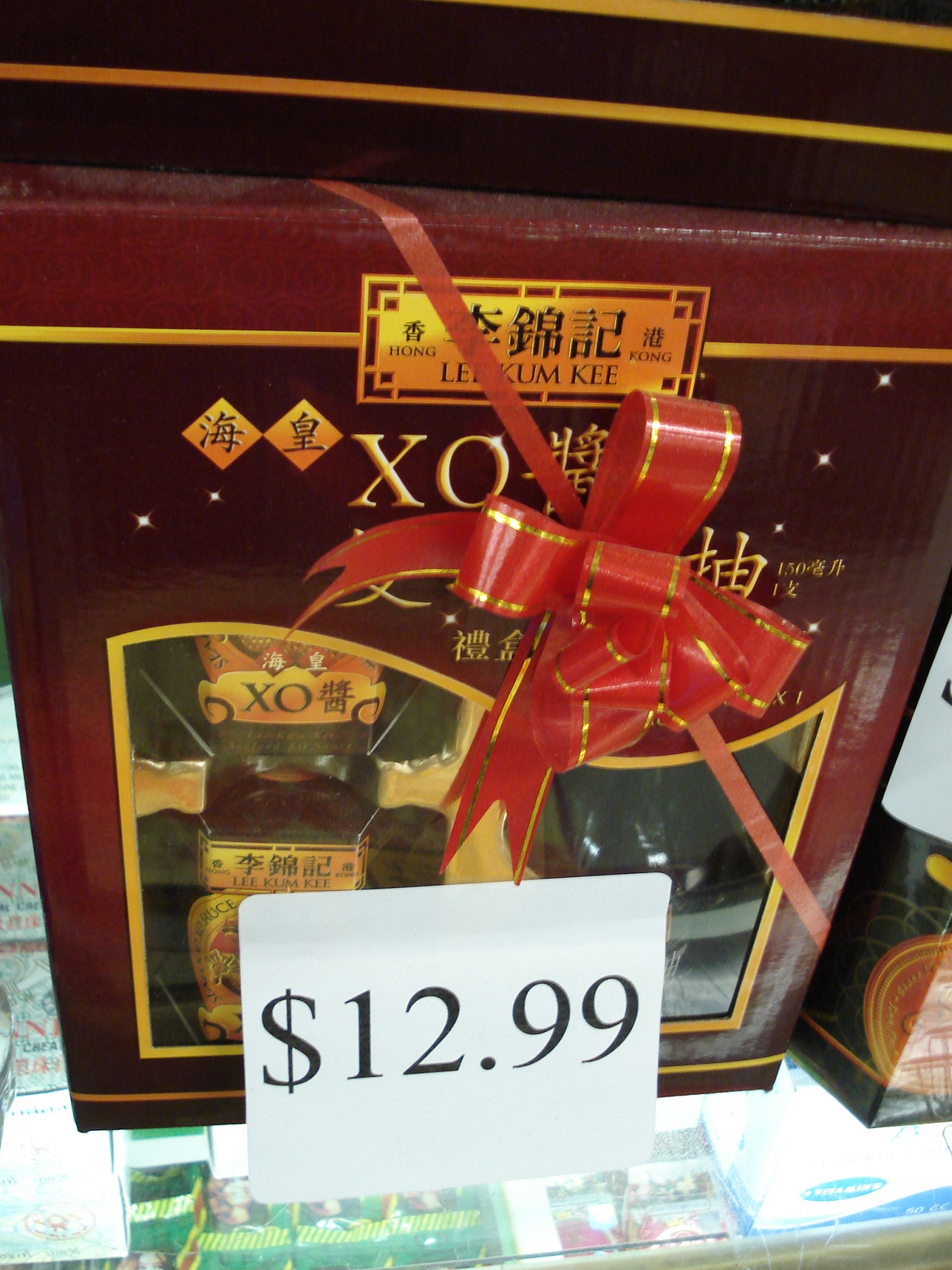
선물용 XO 소스

대표적인 XO 소스의 재료는 말린 가리비, 붉은 고추, 진화 햄, 말린 새우, 마늘, 참기름이 있다. 조리법에 따라 소금에 건조시킨 생선과 깍둑썰기한 양파를 넣기도 한다.

## 같이 보기
- 고추기름
- 딤섬

## 추가 문헌
- Lo, Eileen Yin-Fei  (2012). Mastering the Art of Chinese Cooking. Chronicle Books. pp. 157–159. ISBN 0811878708